# 恋をするだけ無駄なんて
『恋をするだけ無駄なんて』（こいをするだけむだなんて）は、シャ乱Qの5枚目シングル。1994年7月27日にBMGビクターから発売された。

## 解説
前作「上・京・物・語」に続く、テレビ東京系「浅草橋ヤング洋品店」エンディングテーマ。
カップリング「For You〜翼をあげよう〜」は関西国際空港のイメージソング。一般公募の作詞に、つんくが補作詞・作曲を行うがスタッフに「元のイメージと違いすぎる」と指摘され、何度もやり直したため、シャ乱Qの楽曲制作の中では大変だった逸話がある。

## 収録曲
1. 恋をするだけ無駄なんて
作詞:つんく･まこと 作曲:はたけ
編曲:鳥山雄司・シャ乱Q
2. For You〜翼をあげよう〜
作詞:前山敬子 補作詞･作曲:つんく 編曲:嶋田陽一・シャ乱Q
3. 恋をするだけ無駄なんて(Instrumental)

## 収録アルバム
- 劣等感 (#1)
- シングルベスト10★おまけつき★ (#1)
- BEST OF HISTORY (#1,2)
- シャ乱Qハタチのベスト・アルバムDVDつき (#1)
- GOLDEN☆BEST シャ乱Q (#1)